# Santiago Buitrago
Santiago Buitrago Sánchez (Bogotá, 26 de setembro de 1999) é um ciclista profissional colombiano. Desde 2020 corre para a equipa profissional bareni Team Bahrain Victorious de categoria UCI WorldTeam.

## Biografia
Iniciou-se no ciclismo à idade de 11 anos na categoria prejuvenil da Fundação Esteban Chaves, depois de uns anos passou a integrar a equipa sub-23 colombiano o Team AV Villas. Durante seu passo pelas categorias juvenis teve a oportunidade de correr a Volta à Colômbia nas divisões inferiores do Manzana Postobón Team. Para o ano 2018 teve a oportunidade de dar o grande salto ao ciclismo europeu na equipa italiana Team Cinelli onde teve a oportunidade de viver a experiência do ciclismo amador em concorrências italianas. No ano 2020 deu o salto ao ciclismo profissional com a equipa Team Bahrain McLaren do circuito UCI WorldTour onde estreia no Tour Down Under.
Como amador disputou o Giro do Vale de Aosta em 2019 acabando em 6.ª posição no geral final. Em 2020 estreia na Volta a Espanha onde terminou a corrida.
Em 25 de maio de 2022 ganhou a 17.ª etapa do Giro d'Italia de 2022 que ia desde Pontoe di Legno a Lavarone . Em seu estreia na competição, ficou com o posto 12 sendo o melhor colombiano do Giro. Ademais, o Bahrain Victorious ganhou o prêmio à melhor equipa da competição.

## Palmarés
- 2022
  - 1 etapa do Volta à Arábia Saudita
  - 1 etapa do Giro d'Italia
  - 1 etapa da Volta a Burgos

- 2023
  - 1 etapa do Giro d'Italia

## Resultados

### Grandes Voltas
| Corrida | Corrida         | 2020 | 2021 | 2022 | 2023 |
| ------- | --------------- | ---- | ---- | ---- | ---- |
|         | Giro d'Italia   | —    | —    | 12.º | 13.º |
|         | Tour de France  | —    | —    | —    | —    |
|         | Volta a Espanha | 53.º | —    | Ab.  | —    |

### Voltas menores
| Corrida | Corrida              | 2020 | 2021 | 2022 | 2023 |
| ------- | -------------------- | ---- | ---- | ---- | ---- |
|         | Tour Down Under      | 19.º | X    | X    | —    |
|         | Volta à Catalunha    | X    | 18.º | 37.º | —    |
|         | Critério do Dauphiné | —    | 55.º | —    |      |

### Clássicas e Campeonatos
| Corrida                   | Corrida                   | 2020 | 2021 | 2022 | 2023 |
| ------------------------- | ------------------------- | ---- | ---- | ---- | ---- |
| Flecha Brabanzona         | Flecha Brabanzona         | 91.º | —    | —    | —    |
| Flecha Valona             | Flecha Valona             | 43.º | —    | —    | —    |
|                           | Liège-Bastogne-Liège      | Ab.  | —    | —    | 3.º  |
| Clássica de San Sebastián | Clássica de San Sebastián | X    | 71.º | Ab.  |      |
| Bretagne Classic          | Bretagne Classic          | Ab.  | —    | —    |      |
| Mundial em Estrada        | Mundial em Estrada        | —    | —    | —    |      |
| Colômbia em Estrada       | Colômbia em Estrada       | —    | 20.º | —    | —    |
| Colômbia Contrarrelógio   | Colômbia Contrarrelógio   | —    | 8.º  | —    | —    |

—: não participa

Ab.: abandono

## Equipas
- Team Cinelli (2018-2019)
- Bahrain (2020-)
  - Team Bahrain McLaren (2020)
  - Team Bahrain Victorious (2021-)